# Perlamantis alliberti

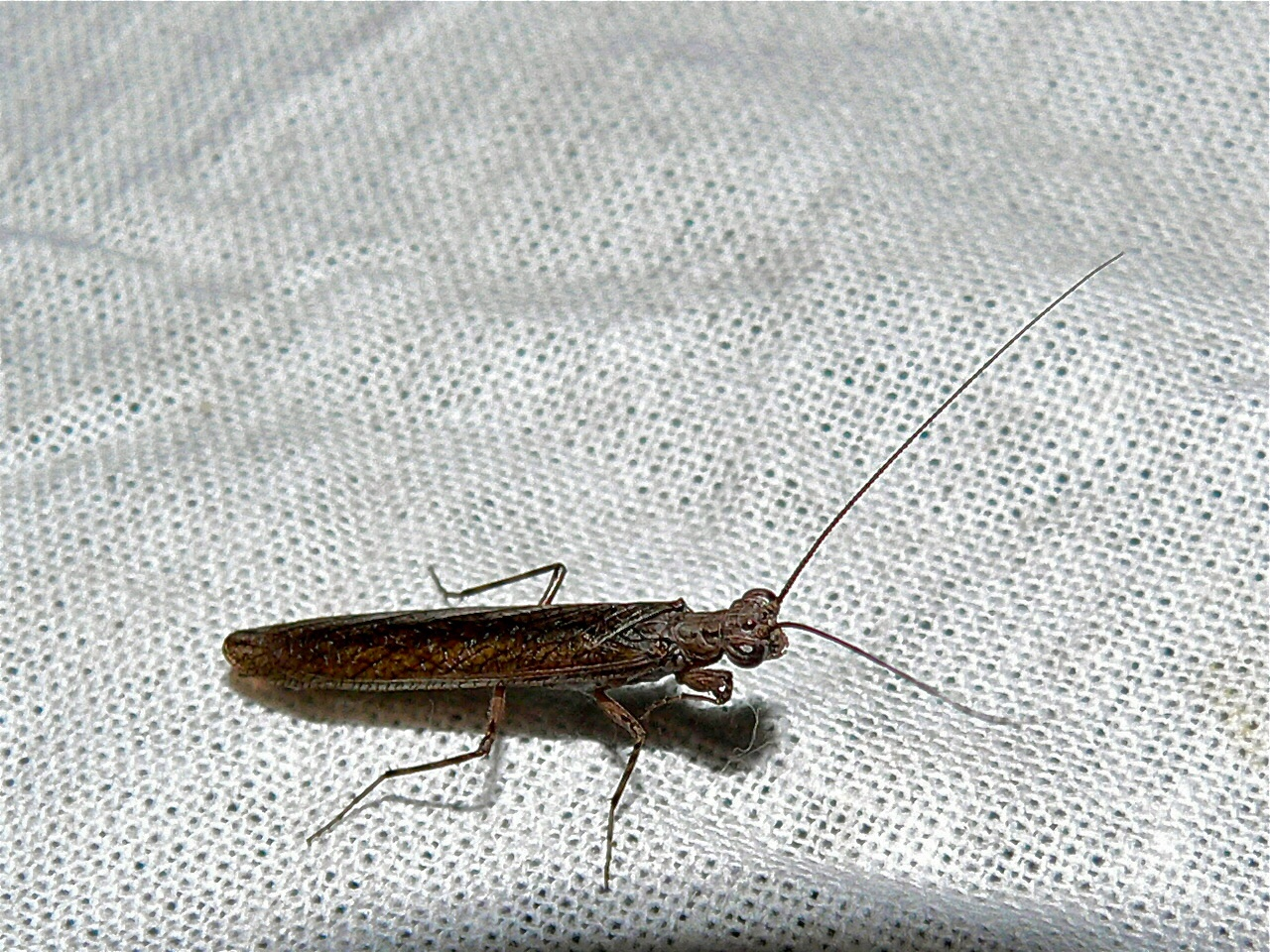
Perlamantis alliberti

Perlamantis alliberti (auch Perlamantis allibertii geschrieben), ist eine Art der Fangschrecken und lebt in Südwesteuropa. Ihr Aussehen, das an Steinfliegen erinnert, hat ihr im Englischen den Trivialnamen Stonefly Mantis gegeben. 

## Merkmale
Die Art gehört zu den kleinsten Fangschrecken in Europa. Ihre Körperlänge beträgt nur 14–17 mm. Der Körper ist dunkelbraun bis graubraun gefärbt. Der Kopf ist dreieckig mit relativ langen Antennen und verhältnismäßig großen Augen, die dunkelbraun gefärbt sind. Die Flügel sind bei beiden Geschlechtern gut entwickelt. Die Vorderflügel sind fast durchsichtig und deutlich netzförmig geadert. Von oben betrachtet wirkt der Körper etwa balken- oder zigarrenförmig. Der Halsschild ist sehr kurz und in der Mitte nicht verbreitert, was ein gutes Unterscheidungsmerkmal von der Gattung Ameles darstellt. Die Tibien der Fangbeine sind bis auf einen Enddorn unbedornt.

## Verbreitung und Lebensraum
Das Verbreitungsgebiet der Art liegt in Südwesteuropa. Hier lebt sie auf der Iberischen Halbinsel mit Ausnahme des Nordwestens und in Südfrankreich.
Die Art findet sich häufig in hoher Vegetation. Durch ihre nachtaktive Lebensweise und geringe Größe sind die Tiere nur schwer zu finden, Funde gelingen häufig nachts an künstlichen Lichtquellen wie Straßenlaternen.

## Lebensweise
Adulte Tiere kann man von Juni bis September finden. Die Art ist nachtaktiv und ihre großen Augen sind eine Anpassung an diese Lebensweise. Die Männchen werden durch Licht angelockt.

## Taxonomie
Synonyme der Art lauten Discothera tunetana Bonnet & Finot, 1884 und Perlamantis tunetana Bonnet & Finot, 1884.